# Eersel

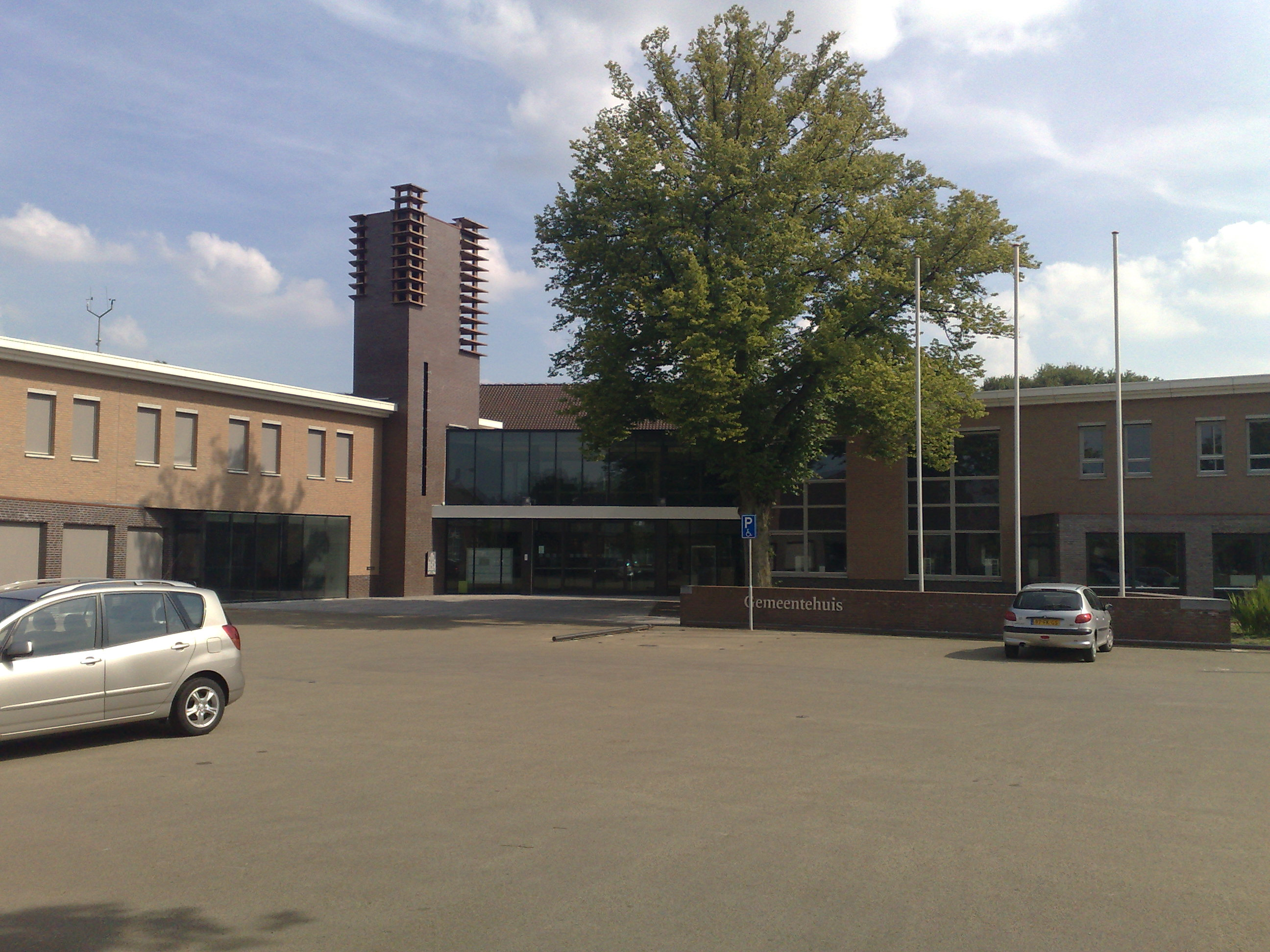
Stadshuset.

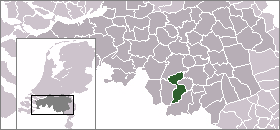
Lägeskarta

Eersel är en kommun i provinsen Noord-Brabant i Nederländerna. Kommunens totala area är 83,28 km² (där 0,84 km² är vatten) och invånarantalet är 18 171 invånare (februari 2012).